# نیکی لائودا
آندریاس نیکولاس لائودا (به آلمانی: Andreas Nikolaus Lauda) (زادهٔ ۲۲ فوریه ۱۹۴۹ – درگذشتهٔ ۲۰ مه ۲۰۱۹) راننده سابق فرمول یک، تاجر، و خلبان اتریشی و سه بار قهرمان فرمول یک جهان بود. او رئیس هیئت مدیره تیم فرمول یک مرسدس بنز بود و چند شرکت هواپیمایی را اداره می‌کرد. در سال ۲۰۱۳ فیلم شتاب بر اساس هماوردی نیکی لائودا و جیمز هانت با بازی دانیل برول در نقش لائودا و کریس همسورث در نقش جیمز هانت ساخته شد.در یکی از مسابقات فرمول یک دچار سانحه و سوختگی شد که این سوختگی صورت لائودا را نیز در بر گرفت
 او پس از اتومبیل رانی به تاسیس خطوط هوایی لائودا و خلبانی روی آورد ؛ پس از وقوع سانحه پرواز ۰۰۴ لائودا ایر (هنگ کنگ _ بانکوک _ وین)  ، به علت آنکه علت سانحه اتومبیلش در فرمول یک هیچ وقت مشخص نشد ، مصرّ بر پیدا کردن جواب واقعی مرگ ۲۲۳ مسافر و خدمه پرواز گشت ؛ وی با فشار بر بوئینگ و عدم قبول تئوری های بی مدرک ، در نهایت با همکاری بوئینگ موفق به یافتن مشکل در ساسات توربین دو موتور بوئینگ ۷۶۷ و مشکلات طراحی نوپا هواپیما گشت که باعث افزایش امنیت طراحی هواپیما های تولید پس از دهه ۱۹۹۰ شد.
وی در ۲۰ مه ۲۰۱۹ در خواب، در بیمارستان دانشگاه زوريخ در كشور سوئيس درگذشت.